# Anatolij Isaevič Kudrjavickij
Anatolij Isaevič Kudrjavickij, noto anche come Anatoly Kudryavitsky (in russo Анатолий Исаевич Кудрявицкий?; Mosca, 17 agosto 1954), è uno scrittore, poeta e traduttore russo e irlandese, noto rappresentante del Realismo magico.

## Biografia
Anatolij Kudrjavickij vive a Dublino e in Calabria. Ha lavorato come scienziato, come giornalista e come la scrittura creativa tutore. Egli scrive in inglese e in russo, e ha pubblicato sei raccolte in russo, l'ultimo titolo essendo Poesie Nuovi e Selezionati (DOOS Books, Mosca, 2015), e quattro in inglese, la più recente è Passeggero clandestino (SurVision Books, Irlanda, 2018). Ha pubblicato quattro romanzi. Le traduzioni di due di loro in inglese sono stati pubblicati nel libro intitolato disUNITY (Glagoslav Publications, Inghilterra / Olanda) nel 2013. Lui è il presidente della Irish Haiku Society. Ha ricevuto il Premio Edgeworth Maria Poesia nel 2003, ed è stato nominato per il Premio Pushcart Poesia nel 2016. Nel 2007 ha vinto Capoliveri Haiku 2007 Premio Internazionale di Poesia a Capoliveri. Ha è l'editore di Shamrock, una rivista haiku internazionale, è di SurVision, una rivista internazionale di poesia surrealista. Ha tradotto poesie di Maria Grazia Calandrone e Guia Risari in inglese.

## Opere scelte

### Romanzi
- «Истории из жизни сыщика Мыллса» ("Storia della vita di Ispettore Mylls", Zakharov Books, Mosca, 2008) ISBN 978-5-8159-0875-8
- «Летучий голландец» ("L'olandese volante", Text Publishers, Mosca, 2013) ISBN 978-5-7516-1178-1
- «Игра теней в бессолнечный день» ("Gioco di ombre in un giorno senza sole"). Text Publishers, Mosca, 2014 ISBN 978-5-7516-1232-0
- «Парад зеркал и отражений» ("Una sfilata di specchi e riflessioni", Text Publishers, Mosca, 2017)

### Novella
- «Путешествие улитки в центр раковины» ("Un viaggio di una lumaca al centro del guscio", Deti Ra, Mosca, 2010)
- «Русский кошмар» ("Incubo russo", Okno, Mosca, 2011)

### Racconti
- «Поездка в Где-нас-нет» ("Un viaggio in una zona inesplorata"). Elephant Publishing, New Jersey, Stati Uniti, 2011 ISBN 978-1-257-68299-7

### Libri Poesia

#### In inglese
- "Shadow of Time" (Goldsmith Press, Irlanda, 2005)
- "Morning at Mount Ring" (Doghouse Books, Irlanda, 2007)
- "Capering Moons" (Doghouse Books, Irlanda, 2011)
- "Horizon" (Orizzonte; Red Moon Press, Virginia, Stati Uniti d'America, 2016)
- "Stowaway" (Passeggero clandestino; SurVision Books, Irlanda, 2018)
- "The Two-Headed Man and the Paper Life" (L'uomo a due teste e la vita di carta; Mad-Hat Press, Cheshire, Massachusetts, Stati Uniti d'America, 2019). ISBN 978-1-941196-87-8
- "Ten Thousand Birds: Haiku e haibun nuovi e selezionati" (Cyberwit Press, India, 2020) ISBN 978-93-90202-25-6

#### In Russo
- «Осенний корабль» (Autunno nave, 1991)
- «Запечатаные послания» (Sigillato lettere, 1992)
- «Звезды и звуки» (Le stelle e suoni, 1993)
- «В белом огне ожиданья» (In attesa di fiamma bianca, 1994)
- «Поле вечных историй» (Il campo di eterna storie, 1996)
- «Граффити» (Graffiti, 1998)
- «Книга для посетителей» (Visitatori 'libro, 2001)
- Poesie Nuovi e Selezionati (La casa editrice DOOS, Mosca, 2015)
- «Книга гиммиков, или Двухголовый человек и бумажная жизнь» (L'uomo a due teste e la vita di carta) La casa editrice Evgeny Stepanov, Mosca, 2017. ISBN 978-5-91865-463-7
- «Очертания». La casa editrice Free Poetry, Mosca, 2020

#### Nella traduzione
- "Bărbatul cu două capete și viața de hârtie" (L'uomo a due teste e la vita di carta, nella traduzione rumena). Editura Revers, Romania, 2017. ISBN 978-606-41-0277-5
- "Scultura involontaria" (bilingue inglese / italiano). Tradotto da Anna Belozorovitch e Maria Grazia Calandrone. Casa della poesia, Italia, 2020. ISBN 978-88-86203-97-5

#### Antologie a cura
- "A Night in the Nabokov Hotel: 20 Contemporary Poets from Russia" (Dedalus Press, Irlanda, 2006)
- "Bamboo Dreams. An Anthology of Haiku Poetry from Ireland" (Doghouse Books, Irlanda, 2012)[35]
- "Coloured Handprints. 20 Contemporary German-Language Poets in English Translation" (Dedalus Press, Dublino, Irlanda 2015) ISBN 978-19102511-1-9
- "Between the Leaves. An Anthology of New Haiku Writing from Ireland" (Arlen House, Dublino, Irlanda 2016)
- "The Frontier: 28 Contemporary Ukrainian Poets in English Translation. An Anthology" (Glagoslav Publications, Regno Unito, 2017) ISBN 978-19114144-8-3
- "Mirror Sand: An anthology of Russian Short Poems in English Translation" (Glagoslav Publications, Regno Unito, 2018) ISBN 978-19114147-2-8